# Eutelia affinis
Eutelia affinis är en fjärilsart som beskrevs av George Francis Hampson 1918. Eutelia affinis ingår i släktet Eutelia och familjen nattflyn. Inga underarter finns listade i Catalogue of Life.